# 第一中间时期
第一中间时期是古埃及历史古王国时期和中王国时期之间的大约100年的历史时期。古王国后期，中央集权的减弱使埃及王朝逐渐丧失了对地方政体的管辖，各地方领袖纷纷脱离中央政府，古埃及进入分裂状态。尽管这一时期仍然有诸如第七、第八等王朝存在，但那只不过是名义上的王朝，实际上则仅仅可以控制首都孟菲斯附近的一小部分地区，而其他地区则被地方官员实际控制。经济上，这一时期资源短缺、农业生产减少，艺术和墓葬风格多元化且趋于平民化。这一时期的后期，来自中部埃及底比斯的地方官员开始挑战“中央政权”，建立第十一王朝，并成功打败原中央政府，统一埃及，此后古埃及进入国家统一的中王国时期。

## 历史

### 導致第一中間期的事件
埃及古王国时期衰落的直接原因是地方政权（诺姆，相当于州）和地方长官（后来成为诸侯）权力的增加，而中央政府则失去了对其有效的制约。造成这一情况的原因是多方面的，一方面可能由于埃及第六王朝佩皮二世近90年的统治存在很多弊端，另一方面则可能是由于古埃及当时气候变得干旱，使得粮食减产，而中央政府则由此陷入了危机。随着地方政权权力的增加，其中一些政权宣布独立，其地方长官正式称王，同中央政权的国王（当时尚未称之为“法老”）分庭抗争。

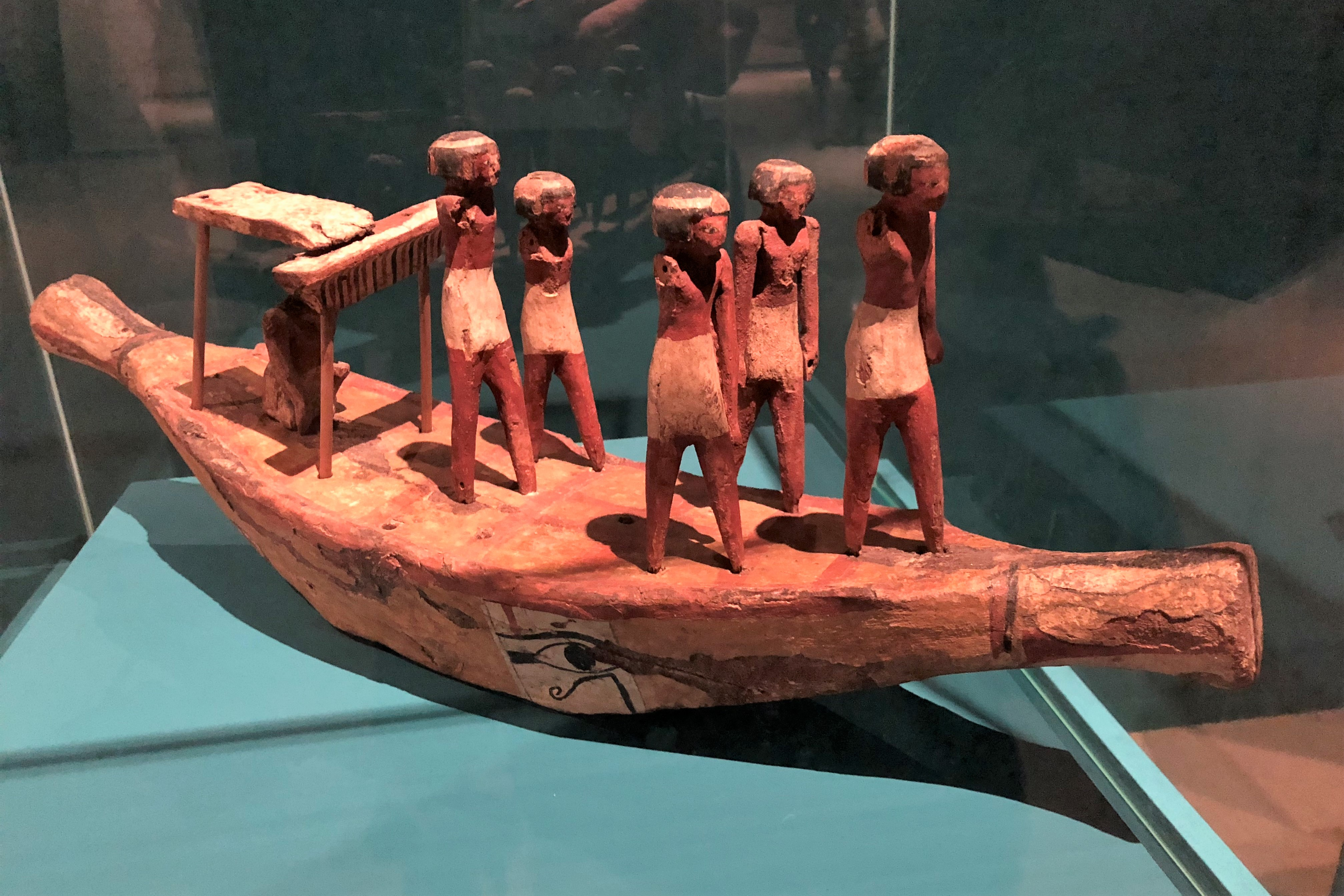
船和水手模型。第一中间时期。

在第一中间时期开始的阶段，古王国时期延续下来的王朝第七/八王朝（或者第七王朝和第八王朝）依然以孟菲斯为首都，但位于法尤姆南部第二十诺姆赫拉克利奥坡里的统治者建立的地方政权开始强大，其实力后来大过“中央政权”，以至于被曼涅托承认为埃及第九王朝和埃及第十王朝。这两个王朝实际上是由同一族人建立的，由于首都在赫拉克里奥坡里，通常也被称为赫拉克里奥坡里王朝。目前埃及学对赫拉克里奥坡里王朝知之甚少，主要原因是由于《都灵王表》在此处残缺不全，留下18个国王的空白，只有一个“阿浩特”（Akhoty）反复出现。据推测，阿浩特是赫拉克里奥坡里一个族群，第九王朝和第十王朝均由此一族建立和统治。根据其他资料，这一时期王朝的国王依次为美利波里·阿浩特一世、奈博靠里·阿浩特二世、瓦哈里·阿浩特三世和美里卡拉等。
而在埃及中部的底比斯，另一个后来成为第十一王朝的政权也宣布独立，与来自赫拉克里波里斯的王朝鼎立。其他较弱小的地方政权不是效忠第九王朝，就是效忠第十一王朝。两个王朝之间的战争爆发，胜利最终归于以曼图霍特普二世为领袖的第十一王朝。第一中间时期由此结束，古埃及历史进入了一个统一而繁荣的新时期——中王国时期。